# 京沪干线
京沪干线是中国大陸首条量子保密通信干线，实现了连接北京、上海，贯穿济南和合肥全长2000余公里的量子通信骨干网络。于2013年7月立项，2016年11月建成，2017年8月底在合肥完成了全网技术验收，2017年9月29日正式开通。位于京沪干线上的金融、政务等机构可利用这一广域光纤量子通信网络进行保密通信。

## 发展
2014年1月12日，量子通讯京沪干线初步方案及概算通过评审，计划用3年时间进行建设。
2017年9月4日，国家量子保密通信“京沪干线”技术验证及应用示范项目技术验收评审会日前在中国科学技术大学举行，评审专家组听取项目建设情况和分系统验收情况，经质询和讨论认为项目已完成了预期的技术验证和应用示范任务，同意通过总技术验收。这意味着世界首条量子保密通信骨干网已经具备开通条件。“京沪干线”项目突破了高速量子密钥分发、高速高效率单光子探测、可信中继传输和大规模量子网络管控等关键技术，于去年底完成全线贯通，搭建了连接北京、济南、合肥、上海的全长2000余公里的量子保密通信骨干线路。全线路密钥率大于20kbps。与“墨子号”量子科学实验卫星兴隆地面站的连接，全线密钥率大于5kbps。
2017年9月29日“京沪干线”正式开通，结合“墨子号”卫星，中国与奥地利科学家实现了世界首次洲际量子保密通信。